# Dirty Work (Steely Dan)
Dirty Work is een nummer van de Amerikaanse band Steely Dan uit 1972. Het is afkomstig van hun debuutalbum Can't Buy a Thrill.
Het nummer gaat over een affaire tussen een man en een vrouw, en wordt gezongen vanuit het oogpunt van de man. De man weet dat de vrouw hem gebruikt, maar is te geobsedeerd om de affaire te beëindigen. "Dirty Work" kent een commerciëler en radiovriendelijker geluid dan andere tracks op het album Can't Buy a Thrill. Het nummer werd enkel in Nederland uitgebracht als single. Hoewel het er geen hitlijsten wist te behalen, werd het wel een radiohit.